# Rattus pelurus
Rattus pelurus és una espècie de mamífer rosegador de la família dels múrids. És endèmica de l'illa de Peleng (Indonèsia). Es creu que el seu hàbitat natural podrien ser els boscos. Es desconeix si hi ha cap amenaça significativa per a la supervivència d'aquesta espècie, tot i que podria estar en perill per la destrucció del seu hàbitat. L'espècie és coneguda exclusivament a partir d'una sèrie tipus que data del 1938.